# Джоузеф Паркър
Джоузеф Паркър (роден на 9 януари 1992 година) е новозеландски професионален боксьор.
Държал е титлата на WBO в тежка категория от 2016 до 2018 г. Преди това е завоювал титлите на Нова Зеландия, PABA, WBO Oriental, WBO Africa, OPBF, и EPBC. През 2010 е представял Нова Зеландия на игрите на британската общност в супер-тежка категория.

## Ранен живот
Джоузеф Паркър е в семейството на Демпси и Сара Паркър роден в Оукланд на 9 януари 1992 г.
Като аматьор представлява Нова Зеландия на Игрите на Британската общност през 2010 г., но не успява да се класира за олимпиадата в Лондон.
Състезава се в супертежката категория за аматьори. Има 3 златни, 2 сребърни и 1 бронзов медал.

## Професионален бокс
Паркър дебютира на 5 юли 2012 срещу сънародника си Дийн Гармънуей. Печели с нокаут във втория рунд.
Джоузеф Паркър прави рекорд 6 – 0, преди да се бие за първата си титла (всички победи са с нокаут с изключение на една, която завършва по точки). В седмия си мач завоюва титлата на Нова Зеландия.
На 21 май 2016 Паркър срещна най-силния си съперник до този момент – Карлос Тахам в среща елиминатор за световната титла на IBF, която е притежание на Антъни Джошуа. Мачът се изигра в родния Окланд, като Паркър победи със съдийско решение.
Новозеландецът печели много титли, които не са със световен статус.
На 10 декември 2016 Световната боксова организация насрочва мач между Джоузеф Паркър и Анди Руиз-младши, след като Тайсън Фюри беше принуден да оваканти поясите си, включително и този на WBO.
Младият новозеландец печели с единодушно съдийско решение и така завоюва първата си титла със световен статут.
Паркър защитава колана си срещу съперници като Разван Кожану и Хюи Фюри, срещу които издържа отново 12 рунда.

### Антъни Джошуа срещу Паркър
На 14 януари промоутърът на Антъни Джошуа Еди Хърн заявява, че шампионът в три версии – WBA, IBF, IBO ще премери сили срещу носителя на WBO Джоузеф Паркър. Двубоят е за обединяването на три от четирите пояса в тежка категория. Мачът е обявен за 31 март 2018 на Принсипалити стейдиъм в Кардиф.
Джоузеф Паркър губи от Джошуа по точки, но е категоричен, че ще се завърне в борбата за титлата.

### Дилиън Уайт срещу Паркър
След отказа на Дилиън Уайт да се бие с Кубрат Пулев в елиминационен мач за титлата на IBF, която е притежание на Антъни Джошуа, роденият в ямайка лондончанин избира да се бие с Паркър. Уайт е изхвърлен от ранглистата на IBF. Промоутърът на Уайт Еди Хърн сподели, че това е най-бързата сделка в кариерата му, защото е финализирана в рамките на три дни.
В двубоя са заложени сребърната титла на WBC (притежание на Уайт) и овакантената интернационална титла на WBO. Победителят ще се бие за титлата на WBO в тежка категория, която е притежание на Антъни Джошуа.
Паркър губи по точки от британеца.